# 히라카와 레이
히라카와 레이(일본어: 平川 怜, 2000년 4월 20일 ~ )는 일본의 축구 선수이다. 현재 J2리그의 로아소 구마모토에서 활동하고 있다.

## 구단 경력
그는 2016년부터 J리그의 FC 도쿄, 가고시마 유나이티드 FC, 마쓰모토 야마가 FC, 로아소 구마모토에서 뛰었다.

## 국가대표팀 경력
그는 2017년 FIFA U-17 월드컵에 참가할 일본 U-17 국가대표팀에 발탁되었으며, 3경기에 출전했다.